# Teus Olhos Meus
Teus Olhos Meus é um filme nacional de drama/romance de 2011 dirigido e escrito por Caio Sóh. Estrelado por Emílio Dantas, Remo Rocha, Paloma Duarte, Roberto Bomtempo, Cláudio Lins, Jayme Matarazzo e Lua Blanco. Acompanha a trajetória de Gil, um jovem músico e poeta cheio de ideais. Órfão, ele vive com os tios, porém seu estilo de vida faz com que seja expulso de casa. Ele vaga sem destino até conhecer Otávio, um produtor que pode mudar sua sorte e sua vida para sempre.

## Elenco
- Emílio Dantas- Gil;
- Remo Rocha- Otávio;
- Paloma Duarte- Leila;
- Roberto Bomtempo- César;
- Lua Blanco- Taila;
- Cláudio Lins- Carlos;
- Gustavo Novaes- Marcelo;
- Juliana Lohmann- Carla;
- Jayme Matarazzo- Otávio (jovem);
- Graziella Schmitt- Lígia;

## Prêmios

### Festival Brasileiro de Cinema de Los Angeles,EUA (2011):[1]

#### Prêmio LABRFF
-Melhor Filme- Caio Sóh (Vencedor)
-Melhor Roteiro- Caio Sóh (Vencedor)
-Melhor Ator- Emílio Dantas (Vencedor)
-Melhor Atriz- Paloma Duarte (Vencedor)
-Melhor Música- Maria Gadú, Maycon Ananias e Aureo Gandur.

### Festival Internacional de Cinema de São Paulo (2011):[1]

#### Prêmio do Público Alvo
-Melhor Longa Metragem Brasileiro- Caio Sóh (Vencedor)

#### Prêmio Itamaraty
-Melhor Filme Brasileiro- Caio Sóh